# (33014) Kalinich
1997 FE4 (asteroide 33014) é um asteroide da cintura principal. Possui uma excentricidade de 0.09754000 e uma inclinação de 2.46152º.
Este asteroide foi descoberto no dia 31 de março de 1997 por LINEAR em Socorro.